# Oonops lubricus
Oonops lubricus là một loài nhện trong họ Oonopidae.
Loài này thuộc chi Oonops. Oonops lubricus được miêu tả năm 1916 bởi Dalmas.